# Giedrius Arlauskis
Giedrius Arlauskis (Telšiai, 1 december 1987) is een Litouws voetballer die als doelman speelt. Hij tekende in 2015 bij Watford, dat hem per januari 2016 verhuurd aan RCD Espanyol. In 2008 debuteerde hij voor Litouwen.

## Clubcarrière
Arlauskis speelde 33 competitiewedstrijden in het eerste elftal van FK Šiauliai, dat hij in 2007 verliet voor het Roemeense Unirea Urziceni. In 2010 werd Arlauskis voor één miljoen euro verkocht aan Russische Roebin Kazan, waar hij fungeerde als reservedoelman. In 2014 tekende de Litouws international bij Steaua Boekarest, waar hij gedurende het seizoen 2014/15 eerste doelman was. In 2015 tekende Arlauskis als transfervrije speler een vierjarig contract bij Watford, waar hij de concurrentie aangaat met Heurelho Gomes. In januari 2016 trok hij op tijdelijke basis naar RCD Espanyol.

## Interlandcarrière
Op 19 november 2008 maakte Arlauskis zijn opwachting voor Litouwen in een vriendschappelijke interland tegen Moldavië. Hij mocht aan de rust invallen en slikte één tegendoelpunt. Op 18 juni 2010 speelde de doelman zijn eerste officiële interland in de Baltische Beker tegen Letland.